# Liangtai
Liangtai (kinesiska: 粮台, 粮台乡) är en socken i Kina. Den ligger i den autonoma regionen Inre Mongoliet, i den norra delen av landet, omkring 400 kilometer väster om regionhuvudstaden Hohhot.
Genomsnittlig årsnederbörd är 251 millimeter. Den regnigaste månaden är juli, med i genomsnitt 58 mm nederbörd, och den torraste är januari, med 1 mm nederbörd.